# Polní láhev

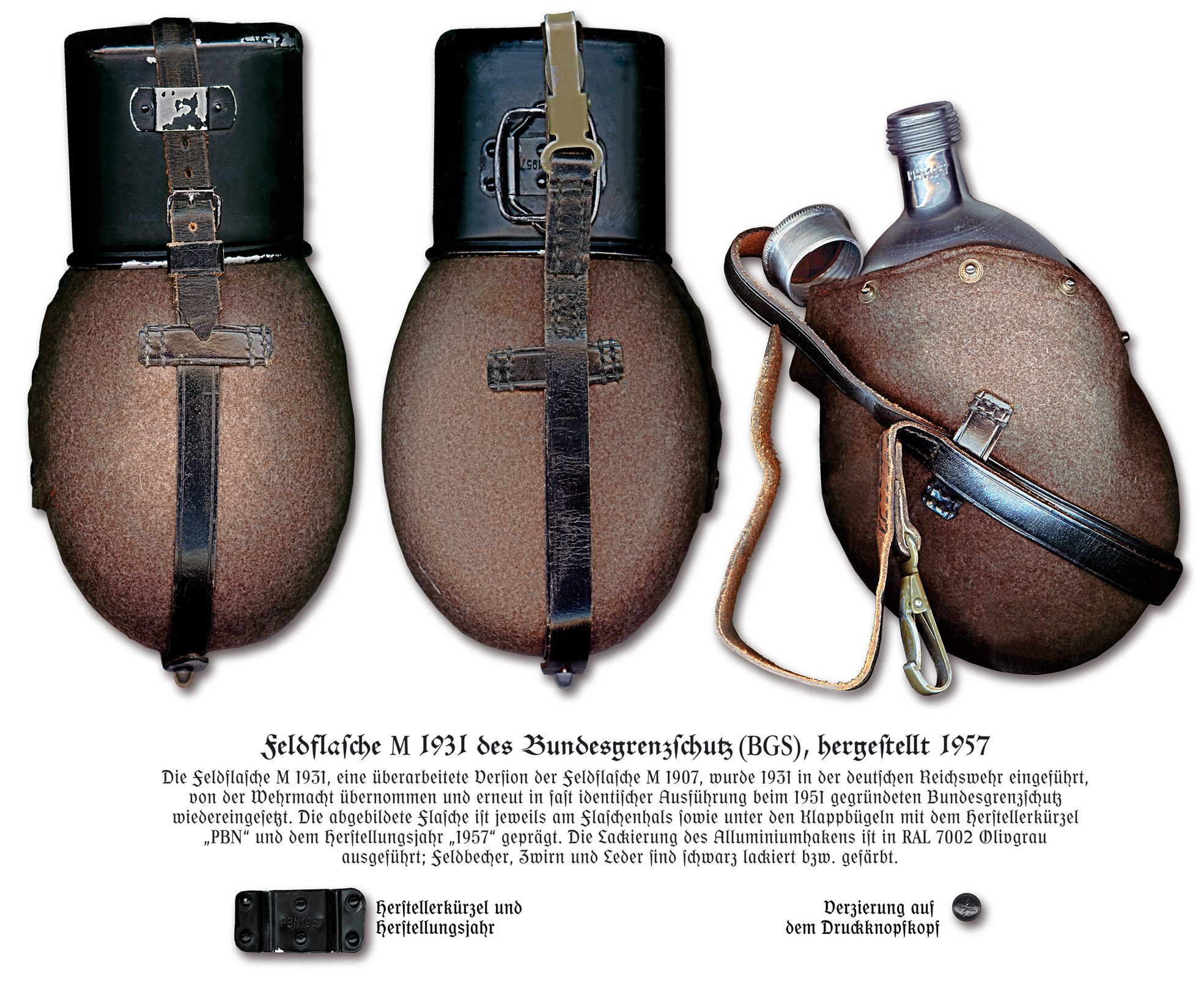
Polní láhev M 31 německé Spolkové pohraniční policie, vyrobená v roce 1957

Polní láhev (čutora z rumunštiny, feldflaška z němčiny) je láhev na vodu o objemu do 1 litru, primárně používaná vojáky a odvozeně v pěší turistice.
Jedná se o zásobu vody v odolném a lehkém balení, která je při ruce. Z tohoto důvodu se nosí v pouzdře zavěšeném na opasku a aby nepřekážela, má zploštělý tvar se zaoblenými rohy. Uzávěr bývá často připojen poutkem proti ztrátě.
Historicky byly plechové (železný, hliníkový), v současnosti převažuje použití plastů jak na vlastní láhev, tak i na její ochranné pouzdro s maskovacím vzorem, které má zároveň termoizolační funkci. Ke konstrukci se též používaly kůže, dřevo, sklo, keramika.
Současnost se přiklání k hydratačním systémům (Camelbag, hydratační vaky aj.).